# Disartria
La disartria (dal latino moderno scientifico dys “diminuito”, “disfunzionale” e arthr- “articolazione vocale” e -ia) è un disturbo motorio del linguaggio che deriva da una lesione di tipo neurologico che coinvolge la componente motoria del linguaggio ed è caratterizzata da una scarsa capacità di articolazione dei fonemi. Differisce dall'afasia che è invece un disordine del contenuto del linguaggio.
In altre parole la disartria è una condizione nella quale i problemi sono inerenti alla muscolatura deputata a produrre il linguaggio, spesso al punto di rendere estremamente difficoltose le parole. La disartria non è quindi collegata ad alcun problema di comprensione del linguaggio. 
Ogni tipo di sottosistema del linguaggio (respirazione, fonazione, risonanza, prosodia e articolazione) può essere coinvolto e portare ad una menomazione nell'intelligibilità, udibilità, naturalezza ed efficacia della comunicazione vocale.
Quando la disartria progredisce o si presenta come una totale perdita della capacità di linguaggio spesso ci si riferisce ad essa con il termine di anartria.
Lesioni neurologiche dovute a danni del sistema nervoso centrale o periferico possono comportare debolezza, paralisi oppure perdita di coordinazione del sistema motorio del linguaggio e produrre disartria. 
Questi effetti a loro volta, ad esempio, ostacolano il controllo sulla lingua, la gola, le labbra o i polmoni. Infatti ad essi spesso si associano problemi di deglutizione (disfagia).
Il termine disartria non include invece i disturbi del linguaggio legati ad anomalie strutturali, come ad esempio il labbro leporino oppure la palatoschisi e non deve essere confuso con l'aprassia del discorso, che si riferisce a problemi legati all'aspetto di pianificazione e programmazione del sistema motorio legato al linguaggio.
I nervi cranici che controllano questi muscoli sono il ramo motore del nervo trigemino (V nervo cranico), il nervo facciale (VII), il nervo glossofaringeo (IX), il nervo vago (X), e il nervo ipoglosso (XII).

## Eziologia
Le cause della disartria possono essere molteplici, tra cui cause tossiche, metaboliche, malattie degenerative (come la malattia di Parkinson, la SLA, la malattia di Huntington, la malattia di Niemann Pick, l'atassia ed altre ancora), lesioni cerebrali traumatiche, oppure vascolari (su base trombotica o da ictus embolico).
Queste cause comportano lesioni in aree chiave del cervello coinvolte nella pianificazione, nell'esecuzione o nella regolazione delle attività motorie dei diversi muscoli scheletrici correlati alla fonazione, ad esempio alcuni muscoli della testa e del collo, la cui disfunzione comporta la comparsa di disartria. 
Le varie cause elencate possono causare disfunzioni a carico della corteccia cerebrale motoria o somatosensoriale, delle vie corticobulbari, del cervelletto, dei nuclei della base (putamen, globo pallido, nucleo caudato, substantia nigra), del tronco cerebrale (da cui originano i nervi cranici), o della giunzione neuro-muscolare (placca motrice - ad esempio in malattie come la miastenia gravis): queste ultime interferiscono con la capacità del sistema nervoso di attivare le unità motorie e modulare un'adeguata gamma e corretta forza dei diversi movimenti.
Il disturbo può anche essere dovuto alla lesione delle vie nervose che conducono ai muscoli deputati alla fonazione e all'articolazione della parola (nervo trigemino, nervo ipoglosso, nervo facciale, nervo glossofaringeo).
Di seguito un elenco di possibili cause: 
- Tumore cerebrale
- Paralisi cerebrale
- Sindrome di Guillain-Barré
- Traumi cranici
- Ipotermia
- Malattia di Lyme
- Paralisi sopranucleare progressiva (PSP)
- Sclerosi multipla
- Malattia di Parkinson
- Ictus cerebrale
- Malattia di Wilson
- Ipertensione endocranica (nota anche come pseudotumor cerebri)
- Malattia di Tay-Sachs
- Farmaci (ad esempio antipsicotici, alcool, oppioidi, allucinogeni, benzodiazepine).
- Sindrome di Klinefelter
- Sclerosi Laterale Amiotrofica
- Malattia di Gerstmann-Sträussler-Scheinker .[6]

## Classificazione
La disartria può essere classificata in diversi modi a seconda della presentazione della sintomatologia.
Distinguiamo una disartria:
- spastica (derivante da danni bilaterali al neurone motore superiore)
- flaccida (derivante da danni bilaterali o unilaterali al motoneurone)
- atassica (derivante da danni al cervelletto)
- unilaterale del motoneurone superiore (caratterizzata da sintomatologia più lieve rispetto al danno bilaterale)
- ipercinetica e ipocinetica (derivanti da danni in determinate aree dei gangli della base, come nella malattia di Huntington o nel parkinsonismo)
- mista (caratterizzata da sintomi propri di più di un tipo di disartria)

La maggior parte dei pazienti affetti da disartria presentano una forma di tipo 'misto', in quanto il danno neurologico che consegue in disartria raramente è limitato e contenuto in una sola parte del sistema nervoso. Infatti, generalmente, ictus cerebri multipli, traumi cranici e alcuni tipi di malattie degenerative (come ad esempio la sclerosi laterale amiotrofica), sono solite provocare danni contestualmente a più regioni ed aree del sistema nervoso.
La disartria atassica è un deficit di linguaggio neurologico e sensitivo-motorio di tipo acquisito. È una diagnosi comune entro lo spettro clinico dei disturbi atassici. Poiché la regolazione dei movimenti fini è una funzione primaria del cervelletto, si ritiene pertanto che danni al cervelletto superiore oppure al peduncolo cerebellare possano produrre questa forma di disartria in pazienti atassici.
Una crescente evidenza supporta la probabilità di un coinvolgimento cerebellare riguardante specificatamente la programmazione motoria neurolinguistica e le vie di esecuzione, che verrebbe a produrre le caratteristiche associate alla disartria atassica. Questo collegamento con il controllo motore del linguaggio può spiegare le anomalie dell'articolazione e della prosodia, caratteristiche di questo disturbo.
Alcune delle anomalie più consistenti osservate nei pazienti con disartria atassica sono le alterazioni del normale schema temporale, con prolungamento di alcuni segmenti del linguaggio e una tendenza a pareggiare la durata della pronuncia delle sillabe. Con l'aumentare della gravità della disartria, il paziente può anche allungare più segmenti del linguaggio nonché aumentare il grado di allungamento di ciascun segmento.
Caratteristiche cliniche comuni della disartria atassica comprendono le anomalie nella modulazione vocale, le consonanti imprecise, interruzioni articolatorie irregolari, vocali distorte, eloquio esplosivo, enfasi uguale ed eccessiva, intervalli e silenzi inappropriati.
La disartria può interessare un unico sistema, tuttavia, si riflette più comunemente nell'interessamento di più sistemi motori vocali.
L'eziologia, il grado di neuropatia, l'esistenza di co-morbilità, e la risposta individuale, svolgono tutte un ruolo nell'effetto che ha il disturbo sulla qualità di vita dell'individuo.  La gravità del disturbo è variabile, da un'occasionale difficoltà di articolazione del linguaggio verbale fino ad un eloquio completamente incomprensibile.
Gli individui affetti da disartria possono sperimentare problemi nella:
- sincronizzazione
- qualità vocale
- intonazione
- volume
- controllo del respiro
- velocità
- forza
- costanza
- gamma
- tono

## Descrizione
La disartria si differenzia dai disturbi fonetici dell'afasia in quanto i difetti di articolazione sono presenti sempre, e non riguardano solo i suoni linguistici.
La costruzione mentale delle parole è regolare trattandosi di lesioni e degenerazioni che avvengono a valle delle aree cerebrali che producono le forme verbali.
L'effetto percepito è quello di parole "biascicate" o comunque non ben definite.
La difficoltà verbale all'inizio della malattia non è forte, ma diviene marcata col prosieguo.

## Trattamento
I disturbi articolari derivanti dalla disartria sono trattati dai logopedisti, utilizzando tutta una serie di metodi. Le tecniche utilizzate dipendono dall'effetto che la disartria ha sul controllo degli articolatori.
I trattamenti tradizionali hanno come obiettivo la correzione dei deficit nella velocità (di articolazione), nella prosodia (appropriata enfasi e inflessione, problemi che sono riscontrabili, ad esempio, nell'aprassia del linguaggio, nelle lesioni dell'emisfero cerebrale destro, ecc.), nell'intensità (volume della voce, tipicamente danneggiata in caso di disartria ipocinetica, come avviene nella malattia di Parkinson), nella risonanza (capacità di alterare il "tratto vocale" e gli spazi di risonanza, ovvero quelle cavità contenenti aria disposte in serie o in parallelo - dalla glottide, alle labbra, al rinofaringe - che vengono messe in vibrazione a livello delle corde vocali per una corretta emissione del suono del linguaggio) e nella fonazione (controllo delle corde vocali per una adeguata qualità della voce e l'emissione di specifiche gamme di suoni, anche attraverso il controllo delle vie aeree).

Questi trattamenti prevedono, in genere, una serie di esercizi volti ad aumentare la forza e il controllo dei muscoli articolatori (che possono risultare flaccidi e deboli, o troppo poco sviluppati e difficili da mettere in azione), e l'utilizzo di tecniche di linguaggio alternative per aumentare l'intelligibilità del parlare (ovvero per migliorare la comprensione del discorso da parte degli altri). Grazie all'aiuto del logopedista, il paziente disartrico può apprendere diverse competenze, tutte molto importanti per migliorare la qualità del linguaggio. Il logopedista può insegnare tecniche di una masticazione e deglutizione sicura, insegnando al paziente di evitare di dare il via ad una conversazione quando si sente stanco.
Può inoltre fargli ripetere tutta una serie di esercizi (ad esempio parole e sillabe ripetute più e più volte), al fine di imparare i corretti movimenti della bocca. Molto utili anche gli insegnamenti inerenti alle tecniche per far sì che il paziente sia in grado di affrontare la frustrazione mentre parla in modo non del tutto corretto. A seconda della gravità della disartria, un'altra possibilità include l'imparare a usare un computer o utilizzare delle carte raffiguranti parole o simboli (flip cards) per riuscire a comunicare più efficacemente.
Vi sono studi che evidenziano come soggetti con disartria di lunga data possano vedere notevoli miglioramenti nella loro capacità di comunicare ricorrendo ad un trattamento che preveda un mix di tecniche tradizionali e basate su computer.